# Nathalie Eklund (cyclisme)
Pour les articles homonymes, voir Eklund.
Ne doit pas être confondue avec la skieuse suédoise Nathalie Eklund
Nathalie Eklund, née le 28 mai 1991, est une coureuse cycliste suédoise. Elle est notamment championne de Suède du contre-la-montre en 2021 et 2022.

## Palmarès

### Par années
- 2019
  - 2e du championnat de Suède du contre-la-montre
  - 3e du championnat de Suède sur route
- 2020
  -  Championne de Suède sur route
  - 2e du championnat de Suède du contre-la-montre
- 2021
  -  Championne de Suède du contre-la-montre
- 2022
  -  Championne de Suède du contre-la-montre
  - Tour d'Uppsala : 
    - Classement général
    - 3e étape

  - Classement général du Tour du Portugal
  - 3e de La Picto-Charentaise

### Résultats sur les grands tours

#### Tour de France
1 participation
- 2023 : 102e

#### Tour d'Italie
1 participation
- 2024 : 89e

### Classements mondiaux
| Année                                 | 2019 | 2020 | 2021 | 2022 | 2023 |
| ------------------------------------- | ---- | ---- | ---- | ---- | ---- |
| Classement UCI                        | 378e | 99e  | 222e | 103e | 385e |
| UCI World Tour                        | nc   | nc   | nc   | 177e | nc   |
|                                       |      |      |      |      |      |
| Légende : nc = non classéSource : UCI |      |      |      |      |      |